# 孔本西翁
孔本西翁是哥倫比亞的城鎮，位於該國東北部，由北桑坦德省負責管轄，始建於1829年11月6日，面積907平方公里，海拔高度1,076米，主要經濟活動有農業和採礦業，2005年人口16,605。

## 外部連結
- （西班牙文）Convención official website

8°50′N 73°12′W / 8.833°N 73.200°W